# Loučka (Nový Jičín)
Loučka ( katastrální území Loučka u Nového Jičína, německy Ehrenberg) je jednou z místních částí Nového Jičína. První písemná zmínka se datuje k roku 1374, kdy v té době Loučka patřila starojičínskému panství.

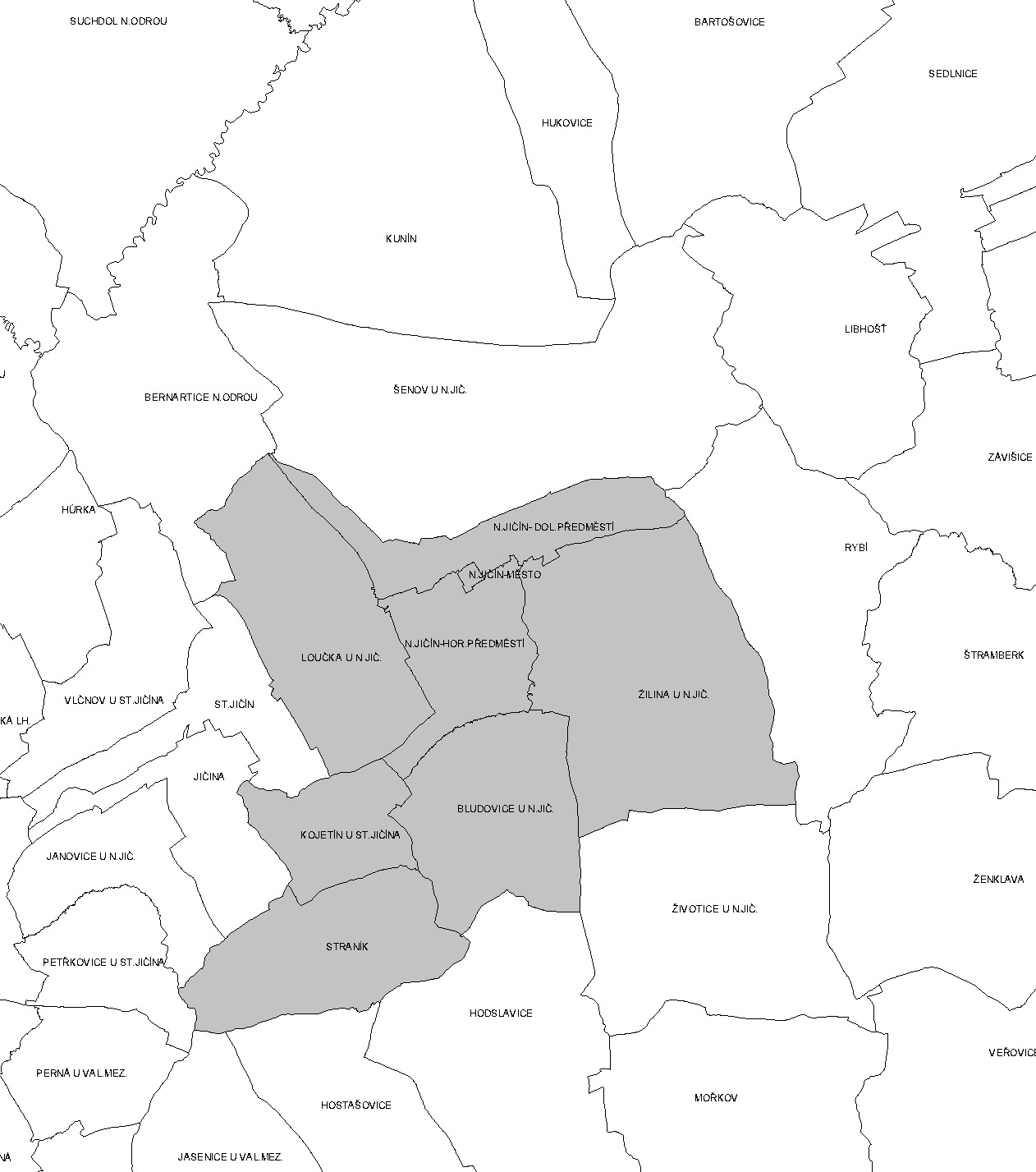
Katastrální území Nového Jičína